# Вакцинація проти COVID-19 у Молдові
Вакцинація проти COVID-19 у Молдові — це кампанія масової імунізації населення Молдови проти COVID-19 під час пандемії коронавірусної хвороби. Вакцинація проти COVID-19 населення Молдови офіційно розпочалася 2 березня 2021 року. Під час пандемії коронавірусної хвороби Молдова дуже залежала від допомоги з інших країн, та отримувала вакцини з Румунії, ОАЕ, Росії та КНР. Насправді вакцинальна кампанія в Молдові розпочалася завдяки пожертві з Румунії 27 лютого 2021 року, яка складалася з 21600 доз вакцини Oxford–AstraZeneca проти COVID-19, а першою вакцинованою людиною в країні став Александру Ботізату. Раніше, 29 грудня 2020 року, Румунія пообіцяла допомогти Молдові з проектом співпраці, який включатиме 200 тисяч доз вакцини для допомоги Молдові в боротьбі з поширенням хвороби, а також інші проблеми країни. Пізніше 27 березня 2021 року Румунія зробила додаткові пожертви, надавши 50400 одиниць вакцини; 17 квітня 2021 року 132 тисячі доз вакцини, виконавши свою обіцянку перед Молдовою; а 7 травня 2021 року — 100 тисяч одиниць вакцини, й це перевищило обіцяні 200 тисяч доз вакцини.
Молдова також отримувала допомогу від інших країн та організацій. 5 березня 2021 року країна отримала 14400 доз вакцини через COVAX, міжнародну програму з метою допомоги бідним країнам, які на той час не могли дозволити собі придбати велику кількість вакцини. Пізніше 13 березня 2021 року Молдова отримала 2000 доз вакцини з Об'єднаних Арабських Еміратів; 71 тисячу доз вакцини двічі 24 квітня 2021 року та 30 квітня 2021 року з Росії, країни, яка пообіцяла Молдові загалом 182 тисячі одиниць вакцини; і 150 тисяч доз вакцини 27 квітня 2021 року з Китаю. Молдова також закупила інші 100 тисяч доз у Китаю, які також були отримані 27 квітня 2021 року, і домовилася з кількома виробниками вакцин, щоб мати можливість надати допомогу своєму населенню. Крім того, Світовий банк затвердив кошти для допомоги Молдові в її програмі вакцинації. Невизнана республіка Придністров'я, яка є частиною Молдови за міжнародним правом, також отримала вигоду від пожертвувань, зроблених Молдові, отримавши частину доз вакцини як від Румунії, так і від Росії.

## Історія

### Березень 2021 року
Перші щеплення в Молдові були зроблені вакциною Oxford–AstraZeneca, що надійшла з пожертвування 21600 доз, зробленого 27 лютого 2021 року з Румунії. 29 грудня 2020 року президент Румунії Клаус Йоганніс відвідав столицю Молдови Кишинів, і зустрівся з новим президентом країни Маєю Санду. Під час візиту Йоганніс пообіцяв, що Румунія направить до Молдови 200 тисяч доз вакцини проти COVID-19, щоб допомогти країні у процесі вакцинації, а також допоможе Молдові в низці інших проблем, не пов'язаних із пандемією.
У день отримання вакцин з Румунії близько 750 молдовських лікарів у лікарнях, де лікували хворих на COVID-19, вакцинувалися ними. Першою людиною в країні, яка отримала вакцину, був Олександру Ботізату, працівник Республіканської клінічної лікарні імені Тимофія Мошняги в Кишиневі, о 10:00. Близько 240 доз мали використати в автономному регіоні Гагаузія, але цей традиційно проросійський регіон відмовився від цієї вакцини, заявивши, що вважає за краще використовувати вакцину Pfizer–BioNTech або Спутник V, яка вироблялася в Росії та не мала дозволу на використання в Молдові. Цей вчинок був різко розкритикований з боку молдовських експертів у галузі охорони здоров'я.
5 березня 2021 року Молдова отримала 14400 доз вакцини Oxford–AstraZeneca за програмою COVAX, метою якої є забезпечення бідних країн запасами вакцини проти COVID-19. Молдова була першою країною в Європі, яка отримала вакцину через COVAX. Завдяки цій програмі Молдова вже тоді забезпечила наявність вакцин для приблизно 1,7 мільйона осіб, приблизно половину свого населення. Частина цих вакцин, тобто вакцина Pfizer–BioNTech, мали надійти в другій половині березня. Молдова в той же день також передала владі невизнаної республіки Придністров'я (міжнародно визнана частиною Молдови) 1810 доз вакцини із пожертвування Румунії, щоб допомогти їм у процесі вакцинації. Спочатку президент Придністров'я Вадим Красносельський заявив, що вакцини, надані Молдовою, «були з гуманітарної допомоги за лінією ВООЗ», а не з Румунії. Однак пізніше Красносельський виправився і сказав, що вакцини надійшли з Румунії, подякувавши румунській державі за допомогу.
13 березня 2021 року після заклику тимчасового прем'єр-міністра Молдови Ауреліу Чокоя про допомогу до міністра закордонних справ та міжнародного співробітництва Об'єднаних Арабських Еміратів Абдулли бін Заїда Аль Нахаяна було повідомлено, що ОАЕ пожертвували 2 тисячі одиниць вакцини Sinopharm проти COVID-19 для Молдови. Пізніше, 27 березня 2021 року, Румунія надіслала до Молдови нову партію з 50400 доз вакцини. Прем'єр-міністр Румунії Флорін Кицу підтвердив наміри Румунії виконати свою обіцянку надіслати Молдові загалом 200 тисяч доз вакцини.

### Квітень 2021 року
7 квітня 2021 року міністерство охорони здоров'я, праці та соціального захисту Молдови повідомили про намір Росії передати Молдові 182 тисячі доз вакцини проти COVID-19 «Спутник V», з яких 62 тисячі підуть до Придністров'я. Через 2 дні, 9 квітня 2021 року, міністерство оголосило про переговори з китайською компанією, єдиною, яка відповіла на пропозиції міністерства щодо придбання 400 тисяч доз вакцини «Коронавак». Крім того, 17 квітня 2021 року Румунія надіслала до Молдови ще 132 тисячі доз вакцини, виконавши обіцянку, дану країні. Це була найбільша з усіх цих пожертвувань вакцини, зроблених Румунією Молдові на той час. 22 квітня 2021 року голова Постійного комітету Всекитайських зборів народних представників Лі Чжаньшу надіслав листа голові молдавського парламенту Зінаїді Гречаний, у якому повідомив про намір Китаю пожертвувати Молдові 150 тисяч доз вакцини проти COVID-19, про що ходили чутки з 16 квітня 2021 року.
24 квітня 2021 року перша партія російської вакцини прибула до Молдови. Частина партії були передані Гагаузії, яка заявила про відмову від використання в регіоні всіх вакцин, крім Pfizer–BioNTech і «Спутник V». Колишній президент Молдови Ігор Додон заявив, що було доставлено 142 тисячі доз вакцини. Однак було повідомлено про доставку лише 71 тисячі, і Додона звинуватили в навмисному завищенні кількості вакцини, які Молдова отримує з Росії. Росія також доставила 31 тисячу із 71 тисячі доз вакцини до Придністров'я безпосередньо, не передавши їх попередньо владі Молдови, як це було зроблено раніше за рахунок пожертв Румунії та програми COVAX країні. Росію також звинувачували в тому, що вона подарувала Молдові відхилені іншою країною вакцини, які мали бути передані Словаччині. Пізніше обіцяні Китаєм дози вакцини «Sinopharm» разом із іншими купленими 100 тисячами доз тієї ж вакцини прибули 27 квітня 2021 року до Молдови. Відбулася церемонія вручення пожертвувань за участю Гречаний, державного секретаря міністерства охорони здоров'я, праці та соціального захисту Молдови Ігоря Курова і посла Китаю в Молдові Чжан Інхона, на якій було підтверджено добрі відносини між Китаєм і Молдовою. Того ж дня Світовий банк затвердив загальну суму котів у розмірі 24,8 мільйонів євро для допомоги Молдові в придбанні більшої кількості вакцини для вакцинації 50 % громадян країни. 30 квітня 2021 року до Молдови прибула друга партія із 71 тисяч доз вакцини проти COVID-19 «Спутник V» із Росії, і відбулася церемонія передачі за участю Гречаний та Додона. Останній повідомив, що наступними тижнями надійде ще 40 тисяч доз цієї вакцини з Росії, і він вакцинуватиметься російською вакциною.

### Травень 2021 року
Вакцинація «Спутник V» офіційно почалася в Молдові 4 травня 2021 року. Через день, 5 травня 2021 року, державний секретар міністерства охорони здоров'я Куров сказав, що ведуться переговори з виробниками вакцини Pfizer–BioNTech проти COVID-19 про закупівлю близько 700 тисяч доз цієї вакцини. Він також сказав, що були зроблені пропозиції іншим виробникам вакцин і що очікується, що ще одна пожертва від програми COVAX надійде в травні. Того ж дня міністерство повідомило, що Молдова отримала 684970 доз вакцини проти COVID-19, з яких 151145 було використано на той час.
7 травня 2021 року Румунія вирішила продовжити допомогу Молдові, знову надіславши в країну 100800 доз вакцини Oxford–AstraZeneca, пообіцявши, що через деякий час надійде більше. Нова партія вакцини прибула 8 травня 2021 року через Генеральний директорат Європейського Союзу з питань цивільного захисту та гуманітарної допомоги. Раніше президент Молдови Мая Санду заявляла, що зробить щеплення лише тоді, коли буде впевнена, що вакцини буде достатньо для населення Молдови, що вона й зробила, почувши про надходження нової партії вакцини з Румунії. Вона також закликала інших громадян, які ще не зробили щеплення, зробити це, і сказала, що Румунія запропонувала продавати Молдові до 200 тисяч доз вакцини на місяць, що підтвердив румунський прем'єр-міністр Флорін Кицу. Крім того, прем'єр-міністр Румунії також повідомив, що Румунія готується передати Україні близько 100 тисяч доз вакцини.

### Червень 2021 року
11 червня 2021 року Румунія передала Молдові 100800 доз вакцини виробництва AstraZeneca.

## Прогрес
Станом на 17 березня 2021 року на 16:30 східноєвропейського часу у Молдові було вакциновано 17578 осіб. Станом на 26 березня 2021 року, о 17:30 східноєвропейського часу, було вакциновано 33885 осіб. 23 квітня 2021 року було досягнуто рубіж у 100 тисяч вакцинованих осіб.